# Jüdischer Friedhof (Góra Kalwaria)

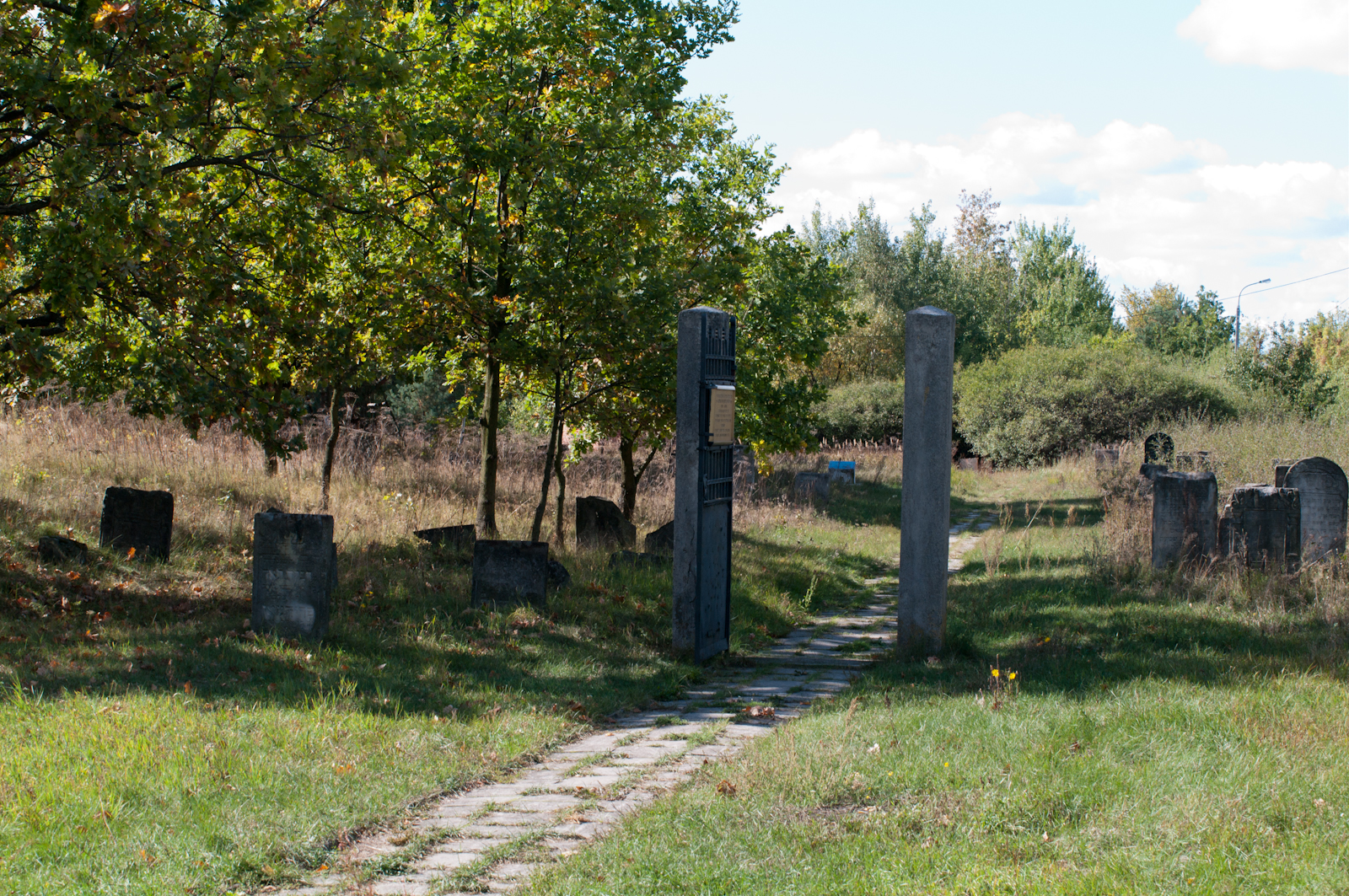
Jüdischer Friedhof in Góra Kalwaria

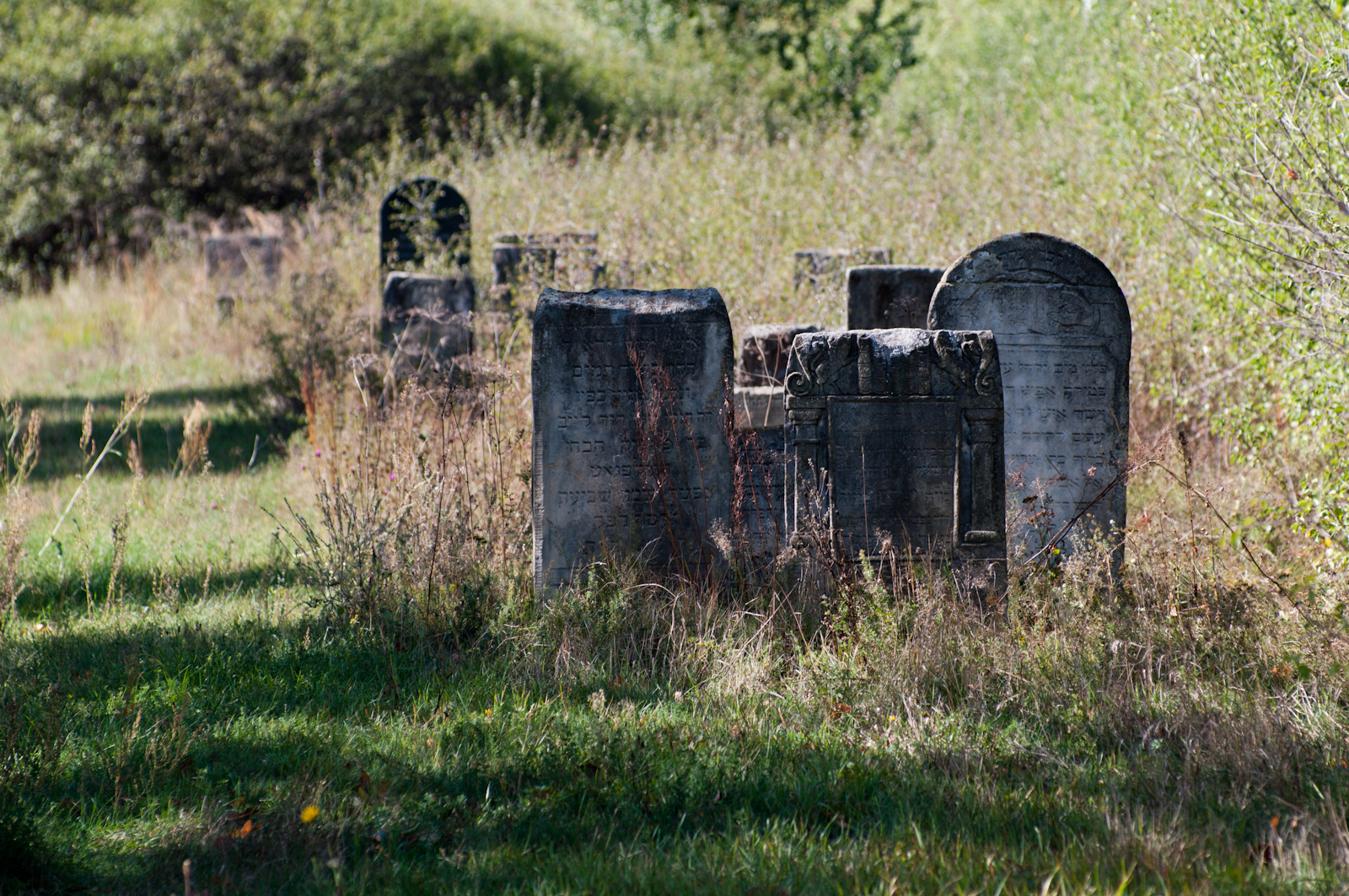
Grabsteine

Der Jüdische Friedhof in Góra Kalwaria, einer polnischen Stadt in der Woiwodschaft Masowien, wurde Anfang des 19. Jahrhunderts angelegt. Der jüdische Friedhof in der Kalwaryjska-Straße ist ein geschütztes Kulturdenkmal.
Der Friedhof wurde während des Zweiten Weltkriegs von den deutschen Besatzern verwüstet und viele Grabsteine wurden für Baumaßnahmen verwendet.